# Deng Ai
Pour les articles homonymes, voir Deng.
Dans ce nom chinois, le nom de famille, Deng, précède le nom personnel.
Deng Ai (197 - janvier 264), nom de courtoisie Shizai est un général chinois du royaume de Wei lors de l'époque des Trois Royaumes en Chine antique. Portant le titre de « Général qui conquit l’Ouest », il contribue à annexer le royaume de Shu.

## Début de carrière
Deng Ai est originaire de Yiyang dans la province de Jing. Son père meurt alors qu'il est jeune et, avec sa mère, ils partent pour le Xian de Ru Nan lorsque Cao Cao annexe JingZhou. Lorsque Deng a douze ans, ils déménagent à nouveau, cette fois pour le Xian de Ying Chuan. À cause d’un problème de bégaiement, Deng Ai fut d’abord assigné à un simple poste de gardien de champ. À ce poste, il commence à montrer ses capacités, en parcourant la région pour y trouver les meilleurs endroits pour stocker le grain et stationner des troupes. Assez vite, Deng Ai est nommé à un poste administratif de rang inférieur. Cependant, lors d'un voyage à la capitale, il rencontre Sima Yi qui voit le potentiel de Deng et le prend à son service en le nommant officier du Secrétariat impérial.

## Passage dans les services de l'intendance
Peu après cette nomination, Deng Ai reçoit une promotion et se retrouve administrateur de Shangshu Lang. Son travail consiste à lancer des projets agricoles pour augmenter les réserves de nourritures disponibles pour l'immense armée du Royaume de Wei. Deng inspecte tout particulièrement Chenxuan, Xiangxuan et va vers l'est jusqu'au Shouchun. De sa tournée d'inspection, Deng Ai rapporte de nombreuses idées, qu'il synthétise dans un rapport intitulé "Ji Il Lun", soit « Théorie de la rivière Ji » en français. Il préconise de procéder à des travaux d'irrigation à grande échelle afin de maximiser la productivité des terres de la région. Deng Ai pense qu'une gestion adéquate de l'approvisionnement alimentaire de l'armée est un élément crucial pour le succès des opérations militaires.   
Dans ce rapport, Deng Ai rapporte un autre problème de l'administration agricole : la sous-exploitation des terres agricoles dans les préfectures nouvellement conquises et tout particulièrement dans la région sud de Huai Shui. La production de cette région est si faible, que lorsqu'il y a une opération militaire de grande envergure dans cette zone, il faut mobiliser une partie des troupes pour amener les provisions depuis d'autres régions. Selon Deng, le nombre de soldats utilisés dans le transport de fournitures correspond souvent à plus de la moitié du nombre total de soldats en campagne. Pour y remédier, Deng Ai propose d'accroître la production de la région autour de Huai Shui en détournant des canaux qui irriguent les régions de Chen Xuan et Shang Cai Xuan. Selon Deng Ai, ces régions sont suffisamment fertiles pour supporter une baisse de l'irrigation. Selon les estimations de Deng, l'application de ce plan permettrait en 6 à 7 ans, de récolter dans la région de la rivière Huai assez de nourriture pour alimenter 100 000 soldats pendant 5 ans.   
Sima Yi valide le rapport de Deng Ai et achève les grands travaux préconisés en deux ans. Finalement, ce projet est un tel succès que, non seulement la fertilité de la région de la rivière Huai augmente, mais en plus le système d'irrigation met la zone à l’abri des inondations pendant de nombreuses années.

## Carrière militaire

### Premières victoires et ascension
À la suite de ce succès, Deng Ai quitte la capitale est devient gouverneur de Nanan, sous les ordres du général Guo Huai. En l'an 249 Deng Ai et Guo Huai repoussent une des expéditions nordiques de Jiang Wei. À un moment, Guo Huai veut profiter de l'occasion pour attaquer les tribus du peuple Qiangs, mais Deng Ai le prévient que s'il agit ainsi, il y a de fortes chances que Jiang Wei en profite pour lancer une attaque surprise. Guo Huai suit ses conseils et lui confie la garde de la côte nord de Bai Shui. Comme prévu, Jiang Wei envoie Liao Hua, un de ses subordonnés, installer un camp sur la côte sud de Bai Shui; ce camp devant servir de diversion pendant qu'il lance une attaque surprise sur Tao Cheng, trois jours après. Deng Ai ayant anticipé cette manœuvre, il occupe Tao Cheng avant que Jiang n'y arrive, forçant ainsi ce dernier à se replier. Après ce coup d'éclat, Deng Ai reçoit les titres de Duc du domaine impérial et de gouverneur de Chengyang comme récompense.
Au même moment, Liu Bao, un chef de tribu du peuple Huns, réussit à unir plusieurs tribus de la région de Bingzhou sous son autorité et prend le titre de "roi vertueux". Pour contrer cette nouvelle menace, Deng Ai propose à la cour impériale du Wei une stratégie visant à briser cette nouvelle coalition. Selon Deng, si on laisse Liu Bao gagner d'autres alliés à sa cause, les frontières nord du royaume deviendront rapidement indéfendables. Il propose donc différents plans et diverses stratégies visant à créer la discorde entre les tribus du peuple Hun. Il propose également un plan en plusieurs phases pour faciliter l'assimilation des peuples Qiangs et Hu des plaines centrales, plan passant par la ségrégation et la  sinisation de ces peuples, seul moyen, selon  Deng, de réduire les crimes et les atrocités.
Peu après, Deng Ai est nommé gouverneur de Runan. Lors de sa nomination, il cherche à localiser le père d'un fonctionnaire qui l'avait grandement aidé dans sa jeunesse. Lorsqu'il réalise que cette personne était déjà morte, Deng Ai montre sa gratitude envers le défunt en envoyant des dons à sa veuve et en obtenant un emploi pour son fils. Dans les endroits où Deng Ai fait une tournée d'inspection, il fait le nécessaire pour remettre en culture les terres arides ou à l'abandon, ce qui provoque une amélioration du niveau de vie de la population et des soldats stationnés dans la région.
Quelque temps après cette nomination, une tentative d'invasion de Xin Ching par le royaume de Wu, tourne au désastre. Deng Ai prédit à Sima Shi que Zhuge Ke, le général responsable de l'invasion et dirigeant de fait du Wu, ne survivrait pas longtemps à sa défaite. Selon lui, Zhuge était un personnage arrogant, détesté par la population du Wu et dont les échecs n'avaient apporté que des catastrophes pour ce royaume. De fait, Zhuge Ke finit assassiné par Sun Jun lors de son retour au Wu. Peu après, Deng devient Protecteur impérial de la province de Yan et propose à la cour un changement dans le système des récompenses.
En 255, éclate au Souchun la rébellion de Guanqiu Jian et Wen Qin, deux généraux hostiles au clan Sima qui se révoltent quelques mois après que Sima Shi ait destitué l'empereur Cao Fang au profit de Cao Mao. Alors que Sima Shi rassemble des troupes pour faire face à cette rébellion, Deng Ai, après avoir été mis au courant de la situation, lève des dizaines de milliers de soldats pour aller aider Sima Shi. Deng Ai reçoit alors l'ordre de limiter sa levée de troupes à une portion des soldats de la garnison de Yuejia. Voyant arriver une armée si faible, Wen Qin se précipite pour l'attaquer, mais est intercepté par le gros des troupes du Wei. Surclassé, Wen Qin comprend qu'il est tombé dans un piège tendu par Sima Shi et ordonne la retraite; en vain car il est rattrapé par Sima Ban. Au même moment, une armée du Wu arrive au Souchun pour aider les rebelles. Le général Zhuge Dan donne l'ordre à Deng Ai de défendre Feiyang, mais ce dernier choisit de partir à Fu Ting avec son armée, où il réussit à repousser l'incursion du Wu. Après cette victoire, Deng Ai est promu duc de Fang Cheng Xiang et protecteur de Un Xi Jiang juin pour ses états de services exemplaire. Plus tard la même année, Jiang Wei, un général du Royaume de Shu, lance une de ses expéditions nordiques contre le Wei et remporte une grande victoire au mont Tao. Immédiatement, Chen Tai et Deng Ai ripostent en se portant au secours de la ville assiégée de Didao et déclenchent une bataille qui s’achève par la défaite et le repli de Jiang Wei À la suite de ces succès, Deng Ai reçoit le titre de duc de Deng, qui se rajoute à ceux qu'il a déjà reçus. 
En 257, Jiang Wei tente une nouvelle invasion, en profitant de la rébellion que Zhuge Dan, l'ancien supérieur de Deng Ai, déclenche au Souchun. C'était sans compter sur Deng Ai, qui réussit à bloquer Jiang Wei à la vallée de Duan, pendant que Zhong Hui, son futur rival, réussi à écraser Zhuge Dan

### Conquête du Shu et chute
En l’an 263, Sima Zhao décide d'envahir le royaume de Shu. Au début, Deng Ai s'oppose à ce projet, jusqu'à ce que Sima Zhao fasse nommer Shi Cuan (师纂), son secrétaire personnel, major au sein de l'armée de Deng. La mission de Shi est d'amener Deng à soutenir le plan de conquête de Sima Zhao, mission dont il s'acquitte parfaitement. C'est donc un Deng Ai parfaitement convaincu du bien-fondé de l'expédition qui part avec le général Zhong Hui pour mener à bien l’invasion. 
Deng Ai reçoit alors le titre de « Général qui conquit l’Ouest » et dirige ses troupes conjointement avec Zhong Hui vers Hanzhong où il combat Jiang Wei et parvient à prendre la ville. Cependant, après ce succès, une tension apparaît entre Deng Ai et Zhong Hui, les deux hommes entrant en compétition pour conquérir Chengdu. Après la prise de Hanzong, la progression des troupes du Wei est bloquée au col fortifié de Jiange, où Jiang Wei s'est retranché. Deng Ai suggère alors de faire passer son armée par les montagnes de Yinping(陰平), une zone d’accès très difficile, mais peu protégée. Zhong Hui commence par refuser, mais lorsque le siège se prolonge et que les vivres commencent à manquer, il cède et donne le feu vert à ce plan. Accompagné par son fils Deng Zhong, Deng Ai mène son armée à travers les dangereuses montagnes de Yinping et parvient sans grandes difficultés à atteindre la ville de Jiangyou où il reçoit la soumission de Ma Miao. Peu après, il se rend à Mianzhu et bat  Zhuge Zhan, pour finalement se rendre aux portes de Chengdu où il reçoit la soumission de Liu Shan et peut ainsi accomplir l’anéantissement du royaume de Shu, alors que Zhong hui est toujours bloqué devant Jiange. 
La rivalité entre ce dernier et Deng Ai est décuplée par la victoire de Deng. De son côté, Jiang Wei refuse d'accepter la défaite du Shu. Se rapprochant de Zhong Hui, il complote avec lui une rébellion contre le Wei, qui passe par l'élimination de Deng Ai. Utilisant ses talents de faussaire, Zhong Hui réussit à faire croire à la cour du Wei que Deng Ai projette de se rebeller ; avant d'envoyer Wei Guan capturer Deng et son fils. Ils sont ensuite tous les deux envoyés à Luoyang, escortés par Wei Guan. Pendant le trajet, la révolte de Zhong éclate, mais tourne court, le rebelle et Jiang Wei finissant exécutés par les soldats restés fidèles au Wei. Alors qu'un groupe de ces soldats fonce sur les routes pour libérer Deng Ai, Wei Guan, apprenant la nouvelle avant d'arriver à Luoyang, tue Deng et son fils pour dissimuler son implication dans la révolte.

## Postérité
Quand Deng Ai était en poste au Xian de Longxi, il avait fait réparer les fortifications et en avait fait construire de nouvelles. Grâce à cela, les militaires et les civils locaux furent protégés efficacement durant les siècles suivants et purent faire face aux révoltes des tribus du peuple Qiangs.